# Tanja Klein
Tanja Klein (München, 20 november 1969) is een voormalig professioneel wielrenster uit Oostenrijk, die werd geboren in West-Duitsland. Ze reed zowel op de baan als op de weg. Klein vertegenwoordigde haar vaderland bij de Olympische Spelen van 1996 in Atlanta. 

## Erelijst
1995
- 1e in  Oostenrijkse kampioenschappen, wegwedstrijd, Elite
- 2e in Oostenrijkse kampioenschappen, individuele tijdrit, Elite

1996
- 1e in  Oostenrijkse kampioenschappen, wegwedstrijd, Elite
- 1e in  Oostenrijkse kampioenschappen, individuele tijdrit, Elite
- 22e in Olympische Spelen, wegwedstrijd, Elite
- 23e in Olympische Spelen, individuele tijdrit, Elite

1998
- 1e in  Oostenrijkse kampioenschappen, wegwedstrijd, Elite

## Ploegen
- 1997 — Serotta World Team (Zwitserland)
- 1998 — Serotta (Zwitserland)